# Dyspessacossus fereidun
Dyspessacossus fereidun is een vlinder uit de familie van de houtboorders (Cossidae). De wetenschappelijke naam van de soort is voor het eerst geldig gepubliceerd in 1895 door Grum-Grshimailo.